# James Gadsden
James Gadsden (Charleston, 15 de maig de 1788 - Charleston, 26 de desembre de 1858) va ser un diplomàtic (va ser ambaixador dels Estats Units a Mèxic) nord-americà, soldat i empresari per a qui es va donar nom a la Compra de Gadsden (oficialment Tractat de la Mesilla), territori que els Estats Units van comprar a Mèxic i que es van convertir en les porcions meridionals d'Arizona i Nou Mèxic. James Gadsden va servir com a Ajudant General de l'exèrcit nord-americà des del 13 d'agost de 1821 fins al 22 de març de 1822. Era conegut comunament com el general Gadsden, tot i que mai va tenir rang per sobre de coronel.
Nasqué a Charleston, South Carolina, durant 1788, i era net de l'heroi de la independència dels Estats Units Christopher Gadsden, que dona nom a la Gadsden flag. Estudià a la Yale University de Connecticut, completà la seva graduació el 1806.